# Uznach
Uznach es una comuna suiza del cantón de San Galo, ubicada en el distrito de See-Gaster. Limita al norte con las comunas de Eschenbach y Sankt Gallenkappel, al noreste con Ernetschwil, al sureste con Kaltbrunn, al sur con Benken y Tuggen (SZ), y al oeste con Schmerikon.

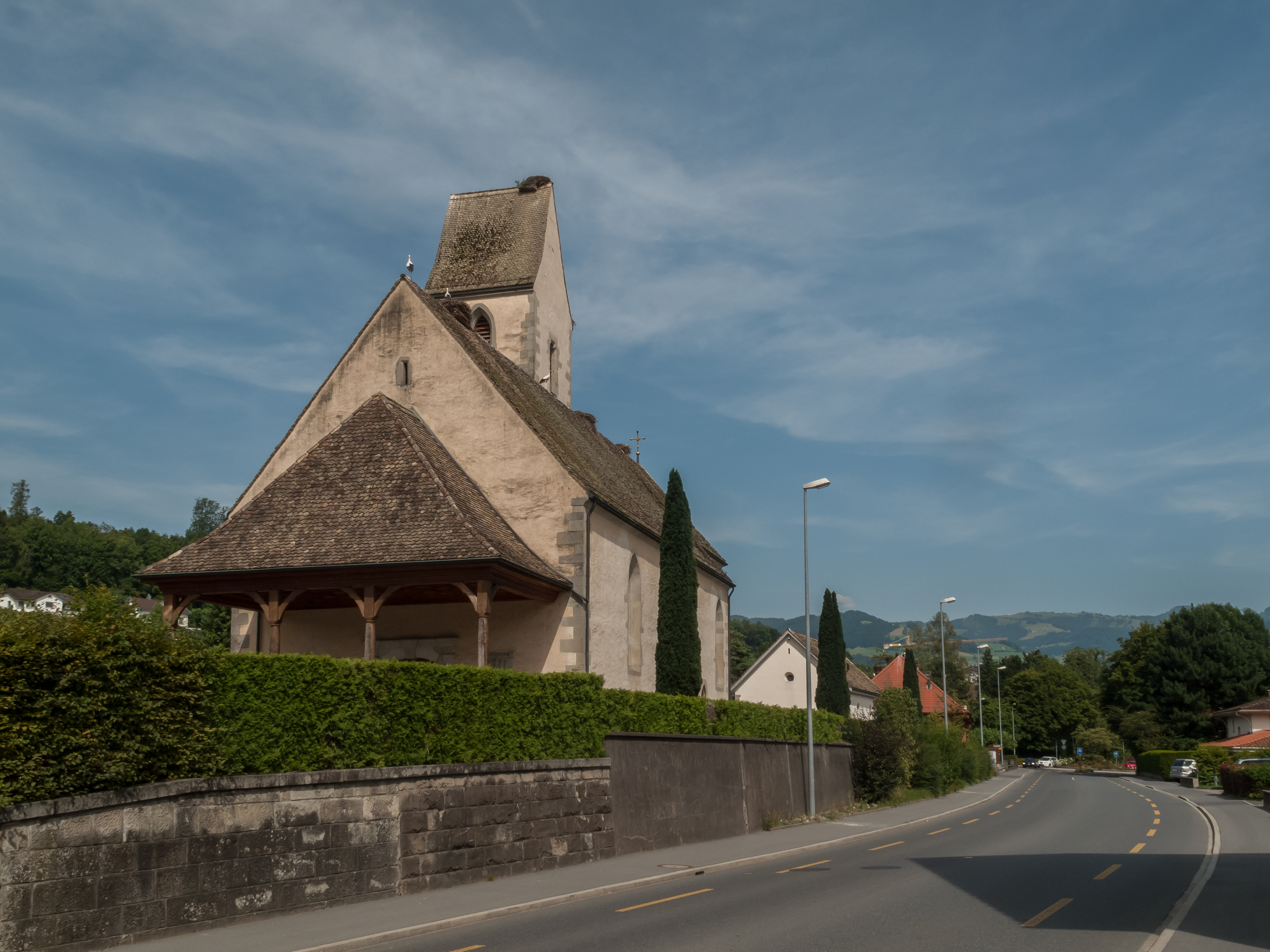
Uznach, la iglesia católica (die Friedhofkirche Heilige Kreuz) con capilla